# Крузе, Макс (писатель)
Макс Крузе (нем. Max Kruse; 19 ноября 1921[…], Бад-Кёзен, Наумбург — 4 сентября 2015[…], Пенцберг, Бавария) — немецкий писатель, автор детских книг, младший сын Макса и Кете Крузе.

## Биография
Макс Крузе, названный в честь своего отца, родился в 1921 году, когда известному скульптору было уже 67 лет. Младший сын, по его личным воспоминаниям, практически не видел отца в раннем детстве, которое провёл в Бад-Кёзене. Там его знаменитая мать руководила производством кукол ручной работы на собственной мануфактуре и воспитывала семерых детей. Макс учился в Оденвальдшуле, но из-за слабого здоровья практически не посещал школу, компенсируя пропуски уроков обучением на дому. Когда Макс был подростком, скульптору Крузе было уже под 80 лет, и старший Макс больше походил на деда, чем на отца младшего Макса. Несмотря на то, что братьев и сестёр у Макса было много, он часто был предоставлен самому себе, и это ему нравилось. Он любил ездить на своём ослике по кличе «Изюминка» (нем. Rosinchen), блуждать по дому, саду и окрестностям.
В Веймаре он получил аттестат зрелости (нем. Abitur). Будучи освобождённым от армии, Макс поступил в Йенский университет имени Фридриха Шиллера, где изучал философию и экономику, пока вуз не закрыли во время войны.
После войны Макс активно помогал Кете Крузе перебазировать её кукольную мануфактуру из восточной Германии на запад в баварский город Донаувёрт. Сам же он мечтал о творчестве писателя, начиная работать в Мюнхене составителем рекламных текстов. «Процесс записи для меня как дыхание» (нем. Schreiben ist für mich wie Atmen), говорил Макс. В 1952 году вышла из печати детская книжка «Der Löwe ist los», открывшая серию рассказов Крузе про льва, сбежавшего из зоопарка.
Наиболее знаменитым персонажем Макса Крузе стал динозаврик Урмель (нем. Urmel aus dem Eis), первая книжка о котором вышла в 1969 году, через год после трагической гибели Штефана, шестнадцатилетнего сына писателя. Макса Крузе называют «папой Урмеля», предполагают, что писателем двигало желание мысленно общаться с теми, кто уже ушёл из реальной жизни. Рассказы о динозаврике легли в основу цикла мультфильмов, аудиокниг, радиопьес и кукольных спектаклей.
Историю Урмеля, вылупившегося из яйца ледникового периода, рассматривают как предвосхищение книги Майкла Крайтона «Парк Юрского периода», впервые опубликованной в 1990 году.
В 2011 году по случаю празднования 90-летия Макса Крузе многие брали у него интервью. Отвечая на вопросы, он называл себя живым свидетелем эволюции от конной повозки до ракетоплавания. Своего доисторического динозаврика писатель в одной из книг отправляет на Луну. Крузе рассказывал, что получал много писем от недовольных учителей с критикой приключений динозаврика Урмеля на фоне восторженного отношения к этому персонажу со стороны детской аудитории.
В сборнике детских стихов «Клякса пошла на прогулку» (нем. Ein Klecks ging mal spazieren) Макс Крузе предложил юным читателям проверить волшебство:

Заклинание

Возьми утиные перья, одуванчик и одну ложку рыбьего жира, скажи «хунке-мункэ-мопс» и перемешай всё в густую кашу. Смажь кончик носа и встань в свете луны. Если ты не воспаришь в ночи, значит ты сделал что-то неправильно!
Оригинальный текст (нем.)Zauberspruch

Nimm Entenfedern, Löwenzahn und einen Löffel Lebertran, sprich Hunke-munke-mops dabei und mische einen dicken Brei. Schmier dir die Nasenspitze ein, und stell dich in den Mondenschein. Und schwebst du nun nicht in die Nacht - dann hast du etwas falsch gemacht!

Помимо детской литературы и трёхтомной автобиографии Крузе опубликовал в 2008 году философскую книгу «Ответы из будущего» (нем. Antworten aus der Zukunft). Он входил в научно-консультативный совет Фонда Джордано Бруно и был членом ПЕН-клуба Германии.
Макс Крузе был женат трижды. В первом браке с Мехтильдой Хайльнер (нем.  Mechthild Heilner) было двое детей — сын Штефан (1952 года рождения), попавший на велосипеде в аварию со смертельным исходом, и дочь Сильвия (1954 года рождения). В третьем браке его женой была китаянка Шаофанг (нем.  Shaofang). Скончался писатель на 93-м году жизни в Пенцберге, где в его честь ежегодно проводятся «Дни Макса Крузе» с присуждением приза «Пенцбергский Урмель» (нем. Penzberger Urmel).

## Награды
Пять полученных при жизни наград:
- 1993 — Орден «За заслуги перед Федеративной Республикой Германия»;
- 1999 — Kulturpreis Пенцберг;
- 2005 — Großer Preis 2000 der Deutschen Akademie für Kinder- und Jugendliteratur;
- 2005 — Werner-Egk-Kulturpreis Донаувёрт;
- 2013 — Баварский орден «За заслуги».

### Книги-автобиографии
- Max Kruse. Die versunkene Zeit — Bilder einer Kindheit im Käthe Kruse Haus (1921—1933) (нем.). — Norderstedt: BoD, 2000. — ISBN 3-89811-469-4.
- Max Kruse. Die behütete Zeit — eine Jugend im Käthe Kruse Haus (1933—1945) (нем.). — Norderstedt: BoD, 2000. — ISBN 3-89811-717-0.
- Max Kruse. Die verwandelte Zeit — Der Wiederaufbau der Käthe Kruse Werkstätten in Bad Pyrmont (1945—1958) (нем.). — Duisburg: Verl. Puppen und Spielzeug, 1996. — ISBN 3-87463-237-7.

### Аудиокниги
- Traumspiel um Papa Luna — Hörspiel, BR 1979, HR 2001, mit Dieter Borsche
- Federleicht und Windkinder, Gedichte und Geschichten, CD-Patmos 1998, (Sprecher: Otto Sander)
- Urmel aus dem Eis, 5 Hörbücher, gesprochen von Dirk Bach, Patmos ab 2002
- Eine Schultüte voller Geschichten. Gelesen von Dirk Bach, Der Audio Verlag (DAV), Berlin, 2010, ISBN 978-3-89813-957-1 (Lesung, 2 CDs, 158 Min.)

### Серии книг для детей и молодёжи
- Der Löwe ist los, 1952
- Kakadu in Nöten, Düsseldorf 1958
- Sultan in der Klemme, Düsseldorf 1959
- Der fremde Bill, in Schreibschrift, Ensslin & Laiblin, Reutlingen 1963
- Der Löwe ist los — Kinderbuchreihe in fünf Bänden, erschienen im Hoch-Verlag Düsseldorf sowie als Taschenbuchausgabe
  - Der Löwe ist los, 1965
  - Kommt ein Löwe geflogen, 1966
  - Gut gebrüllt, Löwe!, 1967
  - Löwe gut, alles gut, 1969
  - Der dicke Löwe kommt zuletzt, 1970
- Ruhige Insel gesucht — Roman, Engelhorn, 1965 (+TB)
- Windkinder, Kindergedichte, Ensslin, 1968
- Der kleine Mensch bei den 5 Mächtigen, Hoch-Verlag, Düsseldorf 1968 [Überarbeitete Neuauflage unter dem Titel Kerlchens wundersame Reise, 2001]
- Urmel aus dem Eis — Kinderbuchreihe in zunächst 9 Bänden mit Illustrationen von Erich Hölle, Ensslin & Laiblin, Reutlingen, erschienen ab dem Jahr 1969 (+TB, dtv 1979)
  - Urmel aus dem Eis
  - Urmel fliegt ins All, Neuauflage als dtv-Taschenbuch, München 1979, ISBN 3-423-07278-4
  - Urmel taucht ins Meer
  - Urmel spielt im Schloß
  - Urmel zieht zum Pol
  - Urmel im Vulkan
  - Urmels toller Traum
  - Urmels großer Flug
  - Urmel wird ein Star
- Weiterführung der Serie im Thienemann-Verlag ab 1999, mit Illustrationen von Roman Lang und Günther Jakobs (Illustrator)** Urmels Lichterbaum im Eismeer, Stuttgart 1999
  - Urmel fährt Ballon, Stuttgart 2000
  - Urmel saust durch die Zeit, unter Mitarbeit von Michael Schmidt-Salomon, Stuttgart 2013
- König Knirps — Kinderbuch, Thienemann-Verlag 1970 (bearbeitet und gekürzt als Schneider-Buch unter dem Titel «Der lustigste König der Welt», Stuttgart 1979)
- Goldesel AG — Roman, Stahlberg, 1971 (+TB)
- Don Blech — Ableger der «Löwe»-Reihe in 3 Bänden mit Illustrationen von Horst Lemke, erschienen im Hoch-Verlag, Düsseldorf
  - Don Blech und der goldene Junker, Düsseldorf 1971
  - Don Blech und der glutrote Vogel, Düsseldorf 1972
  - Don Blech und der silberne Regen, Düsseldorf 1973
- Großer Spaß im kleinen Zoo, Loewes-Verlag 1973
- Lord Schmetterhemd — Kinderbuchreihe in 3 Bänden mit Illustrationen von Erich Hölle, erschienen im Hoch-Verlag, Düsseldorf
  - Lord Schmetterhemd — Besuch aus dem Jenseits, Düsseldorf 1974 (+ TB, Ravensburger 1979)
  - Lord Schmetterhemd — Der Tödliche Colt, Düsseldorf 1975 (+ TB, Ravensburger 1979)
  - Lord Schmetterhemd — Der Geist des Großen Büffels, Düsseldorf 1976 (+ TB, Ravensburger 1979)
- Die Schnurfe — Kinderbuchreihe in 2 Bänden mit Illustrationen von Erich Hölle, erschienen im Thienemann-Verlag, Stuttgart
  - Die Schnurfe in der goldenen Stadt, Stuttgart 1975
  - Die Schnurfe bauen sich ein Haus, Stuttgart 1977
- Kasper Lari — Kinderbuchreihe in 5 Bänden mit Illustrationen von Erich Hölle, erschienen im Loewes-Verlag, Bayreuth, und im Franz-Schneider-Verlag, Stuttgart, zwischen 1976 und 1982
  - Kasper Laris neue Kleider, mit Illustrationen von Erich Hölle, Loewes-Verlag, Bayreuth 1976
  - Kasper Laris in der Klemme, mit Illustrationen von Erich Hölle, Loewes-Verlag, Bayreuth 1976
  - Kasper Laris Abenteuer — Die Zaubertaube, mit Illustrationen von Erich Hölle, Franz-Schneider-Verlag 1975
  - Kasper Laris Abenteuer — Die Räuberbande, mit Illustrationen von Erich Hölle, Franz-Schneider-Verlag 1980
  - Kasper Laris Abenteuer — Das Spukschloss, mit Illustrationen von Erich Hölle, Franz-Schneider-Verlag 1981
- Wenn der Hahn nicht kräht — Bilderbuch mit Amrei Fechner, A. Betz 1979
- Froki und der Schatz der Erde — Jugendroman, Thienemann-Verlag 1979
- Warum — Kleine Geschichten von großen Dingen, dtv-Originalausgabe 1980
- Shaofangs Reise — Reisebericht, dtv-Originalausgabe 1981
- Federleicht — Gedichte, SKV-Edition, 1982
- Caroline — Historische Abenteuerserie, 5 Bde. Franz-Schneider-Verlag, seit 1982
- Die Versunkene Zeit — Biografie, DVA 1983 (+TB)
- Ägypten, das Geschenk des Nils — Reisebuch, Hallwag 1984
- Der Schattenbruder — Jugendroman, Ueberreuter 1985 (+TB) (Nominiert für den Deutscher Jugendliteraturpreis, 1985)
- China. Eine Reise von Peking bis Kanton — Reisebericht, Prestel, 1985
- Der Ritter — Jugendroman, Ueberreuter, 1988 (+TB)
- Der Morgenstern — Trilogie, Ueberreuter, ab 1990 (+TB)
  - Die weite Fahrt
  - Die Insel der Ritter
  - Ein Perlenmantel (Jugendbuch des Monats März 1993)
- La Primavera — Roman, Edition Q, 1991 (+TB 'Der Kronenkranich' Herbst 99)
- Anna zu Pferde — Jugendroman, Franz-Schneider-Verlag, 1992 (+TB)
- Die behütete Zeit — Biografie, DVA, 1993
- Hazard der Spielmann — Historischer Roman, Salzer, 1995 (+TB)
- Der Auserwählte. Animurs Geschichte — Jugendroman, Gabriel, 1995 (+TB) (Deutsche+Österreichische Jugendjury: unter den 5 bzw. 10 besten Büchern)
- Die verwandelte Zeit — Biografie, Wohlfarth, 1996
- Im weiten Land der alten Zeit — Vom Urknall bis Galilei, C. Bertelsmann, 1997
- Im weiten Land der neuen Zeit — Von Galilei bis heute, C. Bertelsmann, 1998 (Jugendbuch des Monats Dezember 1998)
- Im weiten Land der Zeit (neu)
  - Welt im Werden
  - Welt des Glaubens
  - Welt im Aufbruch
  - Zu neuen Welten
  - Hörbuch mit Peter Fricke 2007 /Produktion HR
- Der kleine Kreis — Bilderbuch mit Ivan Gantschev, Patmos, 1998
- Lord Schmetterhemd — Spuk im wilden Westen, Gesamtausgabe, Thienemann-Verlag 2000, ISBN 3-522-17415-1
- Kerlchens wundersame Reise, Kinderbuch, Thienemann-Verlag 2001 ISBN 3-522-17366-X
- Ich bin ein Vogel aus Samarkand — Gedichte, Verlag St. Michaelsbund
- Ein Klecks ging mal spazieren — Kindergedichte, Verlag St. Michaelsbund
- Vorfrühling, Roman, List 2006
- 1000 Stiefel — musikalisches Märchen mit Franz-David Baumann und Doris Eisenburger
- Das große Geschichtenbuch, mit Doris Eisenburger 2009
- Antworten aus der Zukunft. Angelika-Lenz-Verlag, (Überarbeitete Neuauflage des unter dem Pseudonym Friedhelm Schenitz erschienenen Buchs En(t)dzauberung. Herbst des Religionszeitalters)
- Gott oder Nichtgott, das ist hier die Frage — Reflexionen, Angelika-Lenz-Verlag
- Besen, Besen, seid’s gewesen. Eine Vorgeschichte der Aufklärung, Angelika-Lenz-Verlag 2010
- Die Tage mit Jantien. Die Geschichte einer Liebe — Roman, Thiele-Verlag 2010
- Die Froki-Saga, Neufassung von Froki und der Schatz der Erde, Angelika-Lenz-Verlag 2010
- Im Wandel der Zeit — wie ich wurde, was ich bin. Biografie, Thienemann Verlag, 2011
- Ich und du und Müllers Kuh, Geschichten und Gedichte, Boje-Verlag, 2011
- Das silberne Einhorn — Eine Geschichte vom Wünschen, Thiele-Verlag, 2011, ISBN 978-3-85179-156-3
- Mein Herz beginnt zu schweben — Gedichte, Thiele-Verlag, 2013, ISBN 978-3-85179-243-0

## Популяризация
По мотивам книг Макса Крузе для детей и молодёжи созданы компьютерные анимации на разных языках, например, на русском: «Динозаврик Урмель», «Импи – суперстар!». Придуманные им персонажи оживают не только в мультфильмах, но также в радио-пьесах, кукольных спектаклях и так далее.

### Репортажи, мультфильмы, спектакли, мюзиклы
- Трансляция на баварском телевидении рассказов Макса Крузе о путешествиях и интервью с ним.
- Создание серий мультфильмов по мотивам детских книг писателя.
- Кукольные спектакли по книгам Макса Крузе в аугсбургском театре марионеток (нем. Augsburger Puppenkiste).
- Радиоспектакли для детей и взрослых, например «Ночь светящихся тапочек» (нем. Die Nacht der leuchtenden Pantoffeln), Линц, 1976.
- „Les Chants d’Avignon“, (Aufführung vor dem Papstpalast in Avignon 1988); Chorwerk mit Musik von Holger Jung in Penzberg 2006
- Musical „Die Brücke der Zukunft“ von Hans-Georg Wolos nach „Froki und der Schatz der Erde“, (Uraufführung in Neumünster Oktober 1995)
- „Ich will keine Lady sein“, Musical mit Hans Posegga und Holger Jung, Uraufführung Johannesburg, Deutsche Erstaufführung Penzberg 2002
- Urmel, Zeichentrickserie in der ARD 1996/97
- Urmel aus dem Eis, animierter Kinofilm von Reinhard Klooss, 2006
- Urmel voll in Fahrt, animierter Kinofilm von Reinhard Klooss, 2008